# Apophua concinna
Apophua concinna är en stekelart som beskrevs av Morley 1914. Apophua concinna ingår i släktet Apophua och familjen brokparasitsteklar. Inga underarter finns listade i Catalogue of Life.